# Districtul Aszód
Aszód (în maghiară Aszódi járás) este un district în județul Pest, Ungaria.
Populația districtului este de 36.992 locuitori (2013).